# Hontalbilla
Hontalbilla è un comune spagnolo di 390 abitanti situato nella comunità autonoma di Castiglia e León.